# ASEC Mimosas (football)
 (mai 2017).
Si vous disposez d'ouvrages ou d'articles de référence ou si vous connaissez des sites web de qualité traitant du thème abordé ici, merci de compléter l'article en donnant les références utiles à sa vérifiabilité et en les liant à la section « Notes et références ».
Cet article concerne la section football du ASEC Mimosas. Pour les autres sections, voir ASEC Mimosas (homonymie).
Ne pas confondre avec l'Africa Sports National, un autre club de football basé à Abidjan.
Maillots
Actualités
Dernière mise à jour : 26 novembre 2017.
L'ASEC Mimosas d’Abidjan  est un club ivoirien de football basé à Abidjan et évoluant en Ligue 1 ivoirienne de football
Il constitue avec son rival historique, l'Africa Sports d'Abidjan, l'un des deux grands clubs ivoiriens.
En Europe, le club de l’ASEC est avant tout connu pour avoir assuré la formation de nombreux grands joueurs ivoiriens dans son académie qu’il a pu ensuite envoyer en Europe.

## Histoire

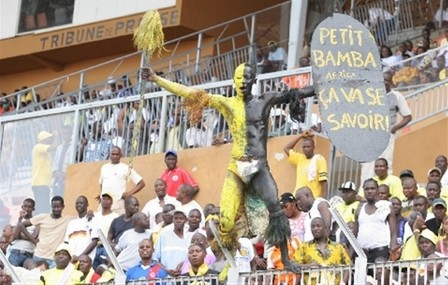
Supporters du club.

L'Association Sportive des Employés de Commerce Mimosas (ASEC Mimosas) a été créée en 1948, par un groupe d'employés de commerce et de fonctionnaires originaires de Côte d'Ivoire, du Bénin, du Burkina Faso, du Ghana, du Togo, du Sénégal, du Liban et de France. Guy Fabre fut le premier entraîneur professionnel de l'ASEC à partir de la saison 1952-1953.
L'ASEC Mimosas, depuis sa création, a connu 18 présidents, de Kouamelan Joseph à Roger Ouegnin, qui est à l'origine du renouveau du club. Il a notamment soutenu la création d'un centre de formation de premier plan en Afrique, l'Académie Mimosifcom.
Les années 90 et 2000 ont connu l'apogée de l'ASEC, durant lesquelles le club a remporté le championnat national 15 fois en 17 ans (entre 1990 et 2006).
En 1998, l'ASEC remporte la Ligue des Champions, la plus prestigieuse des coupes africaines de football de clubs, après avoir échoué par le passé en finale en 1995 et au stade des demi-finales 4 fois, en 1971, 1976, 1992, 1993.
Malgré un affaiblissement de leur domination en Côte d’Ivoire, et une concurrence puissante de plusieurs clubs, avec en conséquence une alternance des champions (6 champions différents entre 2010 et 2020), le club reste une place forte du football ivoirien. L'accent est désormais mis non plus sur les résultats, mais sur la formation dispensée à l'académie Mimsifcom.

## Palmarès

### Titres
| Compétitions nationales | Compétitions internationales |
| - Championnat de Côte d'Ivoire (29) (record) : - Champion : 1963, 1970, 1972, 1973, 1974, 1975, 1980, 1990, 1991, 1992, 1993, 1994, 1995, 1997, 1998, 2000, 2001, 2002, 2003, 2004, 2005, 2006, 2009, 2010, 2017, 2018, 2021, 2022, 2023 - Vice-champion : 1999, 2007, 2008, 2013,2015 - Coupe de Côte d'Ivoire (22) (record) : - Vainqueur : 1957, 1962, 1967, 1968, 1969, 1970, 1972, 1973, 1983, 1990, 1995, 1997, 1999, 2003, 2005, 2007, 2008, 2011, 2013, 2014, 2018, 2023. - Finaliste : 1954, 1976, 1986, 2000, 2009, 2019, 2024 - Coupe Félix-Houphouët-Boigny (17) : - Vainqueur : 1975, 1980, 1983, 1990, 1994, 1995, 1997, 1998, 1999, 2004, 2006, 2007, 2008, 2009, 2011, 2017, 2023 - Finaliste : 2010, 2013, 2014 - Coupe de la Ligue - Finaliste : 2020 - Championnat d'Abidjan (1) : - Vainqueur : 1955 - Lauréat de l'excellence (1) : - Lauréat de la Coupe Nationale de l 'Excellence 1999 de la meilleure association sportive. Trophée remis au nom de la Nation ivoirienne par Henri Konan Bédié, Président de la République | - Ligue des champions de la CAF (1) : - Vainqueur : 1998. - Finaliste : 1995. - Supercoupe de la CAF (1) : - Vainqueur : 1999. - Coupe de l'UFOA (1) : - Vainqueur : 1990. - Finaliste : 1989. |

### Bilan saison par saison
| Saison                 | D1  | Points | Journée | Vic. | Nuls | Déf. | B.P. | B.C. | Diff. |
| ---------------------- | --- | ------ | ------- | ---- | ---- | ---- | ---- | ---- | ----- |
| 2021-22                | 1er | 67 pts | 26      | 20   | 4    | 1    | 47   | 18   | +29   |
| 2020-21                | 1er | 10 pts | 6       | 2    | 4    | 0    | 7    | 3    | +4    |
| 2020-21                | 2e  | 22 pts | 12      | 6    | 4    | 2    | 16   | 9    | +7    |
| 2019-20                | 3e  | 34 pts | 20      | 10   | 4    | 6    | 29   | 16   | +13   |
| 2018-19                | 3e  | 40 pts | 26      | 11   | 7    | 8    | 34   | 25   | +9    |
| 2017-18                | 1er | 63 pts | 26      | 20   | 3    | 3    | 54   | 19   | +35   |
| 2016-17                | 1er | 45 pts | 26      | 12   | 9    | 5    | 30   | 16   | +14   |
| 2015-16                | 6e  | 36 pts | 26      | 8    | 12   | 6    | 21   | 16   | +5    |
| 2014-15                | 2e  | 50 pts | 26      | 15   | 5    | 6    | 26   | 16   | +10   |
| 2013-14                | 3e  | 50 pts | 26      | 14   | 8    | 4    | 34   | 17   | +17   |
| 2012-13                | 2e  | 52 pts | 26      | 16   | 4    | 6    | 40   | 23   | +17   |
| 2012 (Poule titre)     | 3e  | 16 pts | 10      | 4    | 4    | 2    | 11   | 8    | +3    |
| 2012 (1re phase Gr. B) | 2e  | 22 pts | 12      | 6    | 4    | 2    | 10   | 5    | +5    |
| 2011 (Poule titre)     | 6e  | 10 pts | 10      | 2    | 4    | 4    | 11   | 13   | -2    |
| 2011 (1re phase Gr. A) | 1er | 28 pts | 12      | 9    | 1    | 2    | 26   | 15   | +11   |
| 2010                   | 1er | 48 pts | 26      | 13   | 9    | 4    | 41   | 14   | +27   |
| 2009                   | 1er | 56 pts | 26      | 16   | 8    | 2    | 40   | 10   | +30   |
| 2008                   | 2e  | 51 pts | 26      | 13   | 12   | 1    | 46   | 17   | +29   |
| 2007                   | 2e  | 52 pts | 26      | 14   | 10   | 2    | 38   | 17   | +21   |
| 2006                   | 1er | 56 pts | 26      | 17   | 5    | 4    | 42   | 16   | +26   |
| 2005                   | 1er | 66 pts | 26      | 21   | 3    | 2    | 39   | 9    | +30   |
| 2004                   | 1er | 68 pts | 26      | 21   | 5    | 0    | 60   | 7    | +53   |
| 2003 (Poule titre)     | 1er | 21 pts | 10      | 6    | 3    | 1    | 19   | 8    | +11   |
| 2003 (1re phase Gr. A) | 1er | 35 pts | 14      | 11   | 2    | 1    | 46   | 5    | +41   |
| 2002 (Poule titre)     | 1er | 21 pts | 10      | 7    | 1    | 2    | 20   | 8    | +12   |
| 2002 (1re phase Gr. A) | 1er | 35 pts | 14      | 11   | 2    | 1    | 28   | 5    | +23   |
| 2001                   | 1er | 55 pts | 22      | 17   | 4    | 1    | 54   | 13   | +41   |
| 2000                   | 1er | 21 pts | 10      | 6    | 3    | 1    | 19   | 6    | +13   |
| 2000 (1re phase Gr. B) | 1er | 32 pts | 14      | 10   | 2    | 2    | 33   | 8    | +25   |

## Personnalités du club

### Anciens entraîneurs
- 1947-1950 :  Tronnou Dossevi Alfred Seho
- 1950-1953 :  Domingo Koffi
- 1954-1959 :  Guy Fabre (Entraîneur-Joueur)
- 1960-1962 :  Bakari Touré
- 1962-1965 :  Koffi Faustin (Entraîneur-Joueur)
- 1966-1969 :  Ignace Wognin
- 1969-1970 :  André Sokoury
- 1970-1971 :  Gérard Gabo
- 1971 : Maurice Delorme
- 1971-1972 : Orlando
- 1972-1975 :  Jean-Baptiste Anzian
- 1975-1976 :  Yoboué Konan
- 1976-1978 :  Ignace Wognin
- 1978-1979 : Bernard Vinc
- 1979-1980 :  Guy Fabre
- Janv. 1980-déc. 1980 :  Laurent Pokou
- 1980-1984 : Hassen Ouelhazi
- 1984-1986 :  Gérard Gabo
- 1986-1987 :  Idrissa Traore
- 1987-1989 :  Philippe Garot
- Janv. 1990-déc. 1992 :  Philippe Troussier
- 1992-1993 :  Eustache Manglé
- 1993-1994 :  Charly Rössli
- 1994-1995 :  Mamadou Zaré
- 1995-1996 :  Yoboué Konan
- 1994-1999 :  Oscar Fulloné
- Janv. 1999-juil. 1999 :  Oscar Fulloné &  Jean-Marc Guillou
- 1999-2001 :  Michel Decastel
- 2001-2002 :  Drissa Traoré
- 2002-2003 :  Basile Aka Kouamé
- Juil. 2004-mai 2009 :  Patrick Liewig
- Mai 2009-oct. 2010 :  Maxime Gouamené
- Oct. 2010-oct. 2012 :  Sébastien Desabre
- Oct. 2012-sept. 2014 :  Siaka Traoré
- Sept. 2014-août 2015 :  Alain Gouaméné
- Mars 2016-Juin 2017 :  Siaka Traoré
- Juillet 2017-juin 2019 :  Amani Yao César Lambert
- Juillet 2019 :  Julien Chevalier

### Anciens joueurs
- Ignace Wognin
- Akouaté Benjamin
- Anoh Pierre
- Adekoi françois
- Sékou Touré
- Konan Yoboué
- Paul Kalou
- Ahipeaud Guillaume
- Faustin Kouamé
- Nénéby Jules
- Manglé Eustache
- Laurent Pokou
- Jean-Baptiste Akran
- Mangué Cissé
- Youssouf Falikou Fofana
- Lucien Kassi-Kouadio
- Gadji Celi
- Losseni Konaté
- Mamadou Zaré
- Alain Gouaméné
- Donald-Olivier Sié
- Abdoulaye Traoré (Ben Badi)
- Aliou Koné
- Stéphane Dimy
- Tagro Baléguhé
- Venance Zézé
- Pius Ikedia
- Bonaventure Kalou
- Aruna Dindane
- Siaka Tiéné
- Didier Zokora
- Abib Kolo-Touré
- Yaya Touré
- Baky Koné
- Boubacar Barry Copa
- Romaric N'Dri Koffi
- Ya Konan Didier
- Gervinho
- Salomon Kalou
- Cyriaque Gohi Bi Zoro
- Vincent de Paul Angban
- Jean Michaël Seri
- Odilon Kossounou
- Karim Konaté
- Oumar Diakité
- Ghislain Konan

## Sponsoring
| - StarTimes (depuis avril 2017) - Sifca - Nàsuba Espress - Orange - Super Tôle - Groupe Orca - LG - Yoplait | - Sococe : Hypermarché & Supermarché - Aviso - CosmIvoire - Saph - Sifcom Assur - Sodima - SurcIvoire |

### Section féminine
L'ASEC Mimosas crée sa section féminine de football en 2022. L'équipe est promue en première division en 2023.